# コグマ
コグマ（1998年1月20日 - ）は、日本の女性プロレスラー。福岡県田川郡出身。スターダム所属。血液型A型。

## 所属
- スターダム（2013年 - 2015年、2021年 - ）
- 休業（2015年 - 2021年）

## 来歴
中学2年の時にテレビでプロレス観戦したのがきっかけでプロレスラーを志す。その後週刊プロレスの特集では鈴木みのるや斎藤"ジミー"了がプロになる前好きだった選手と明かす。
2013年
4月、中学卒業と共に上京し、入寮。
10月18日、プロテストで合格し、11月4日後楽園ホールでのデビューを言い渡される。
11月4日、後楽園大会でデビュー、入場時に発表された対戦相手は夏樹☆たいよう。ダイビング・ボディプレスを受けて敗れる
2014年
11月24日、博多スターレーン大会にて、自身初のタイトル戦として 紫雷イオの持つハイスピード王座に挑戦するも敗北。
2015年
2月22日、後楽園ホールで再び紫雷イオの持つハイスピード王座に挑戦。コグマ式ヨシタニックを決めて自身初のタイトルを戴冠する。
5月17日、後楽園ホールでスター・ファイヤーに敗れハイスピード王座から陥落。
この大会を最後に欠場が続いていたが、9月15日に退団が発表された。
2021年
3月3日、「スターダム10周年記念～ALLSTAR DREAM CINDERELLA～」日本武道館大会でオールスター・ランブルに出場し一時復帰。
5月14日、後楽園ホールで大江戸隊に袋叩きにされる岩谷麻優を救出し、6年ぶりの復帰を表明した。
12月4日、新宿FACE大会開始前に会見を行い、スターダムに正式に入団する事が発表された。
2022年
4月15日『後楽園ホール60周年還暦祭』に6人タッグマッチで出場。
5月5日、スターライト・キッド＆渡辺桃が保持するゴッデス・オブ・スターダム王座に、葉月とともに挑戦。葉月が葉・月ストラルで渡辺桃から勝利し、第24代ゴッデス・オブ・スターダム王者となった。5月28日、"ジュリア＆桜井まい組"相手に初防衛に成功し、6月11日には"鹿島沙希＆フキゲンです★"組相手に、2度目の防衛に成功し、約1ヶ月で3度の王座戦を全勝した。
7月2日、"MIRAI＆壮麗亜美組"相手に、防衛戦を実施。30分時間切れ引き分けになるも、3度目の防衛に成功。7月24日には同組を相手に4度目の防衛を成功させた。試合後、中野たむ＆なつぽい組を逆指名したが、8月21日に同組との王座戦にてなつぽいのフェアリーストレインの前にフォール負けし、王座を失った。

## エピソード
- プロレス復帰後から、両手で握り拳を作り頭の上に乗せる「クマポーズ」を頻繁に行っており、トレードマークとなっている[9]。もともとは、デビュー直後の写真撮影の際に紫雷イオが考案したものである[9]。
  - 2024年ごろになると、スターダム時代にクマポーズを積極的にやっていたマライア・メイがAEWで王者になるなど、「クマポーズを行うと出世する」というジンクスが生まれ、2025年2月にスターダム関係者にアンケートを実施した結果、やりたいとやりたくないが団体内で真っ二つに分かれた[9]。
  - God's Eyeは鹿島沙希を除いてこのポーズを嫌っており、その末に八神蘭奈とのクマポーズの実行を賭けたコントラ・マッチが実現し、コグマが勝利。八神にクマポーズをさせた[10][11]。また、タッグパートナーの葉月もクマポーズを行わない[12]。

## 得意技
コグ☆ラッチ
横から相手の背後に側転気味に飛びつきそのまま相手ごと回転してエビ固めの状態にし、更にジャックナイフで固める。
中西百重考案・直伝。
ガン・スタン
両手でクラッチする形のRKO。カール・アンダーソンの得意技。
ジャーマン・スープレックス・ホールド
変型ノーザンライト・スープレックスホールド
腰ではなく臀部をクラッチして高い位置から投げられるコグマのオリジナル技。
120%スクールボーイ
コグマ式ヨシタニック
正面から飛び付いて決めるヨシタニック。
ダイビングボディプレス
飛距離が長く、マットの中央付近まで達する。
センタープレス
踏みつけ

### その他
強制クマ
先述の「クマポーズ」を強制的にさせるもの。
キャメルクラッチの状態から「強制クマー！」の掛け声と同時に行うことが多いが、相手の背後に飛びついてから「クマポーズ」をさせたり、試合終了後に行ったりすることもあるが、中野たむには「宇宙一可愛い顔」として変顔をさせる。
「クマポーズ」をさせたあとは、拳をこめかみでぐりぐりする。相手の顔面をマットに叩きつける、ヘッドロック等で絞り上げるなど、バリエーションが豊富。
かけられた側が精神的なダメージを負うことが多いため、これを苦手とする選手も多いが、逆に対戦相手から「強制クマ」を食らうこともある。

## 入場テーマ曲
- 「スターレディー」（ジャンボ堀が使用していたものと同曲）
- 森のくまさん（復帰後）

## タイトル歴
スターダム
- 第9代ハイスピード王座
- 第22代、第24代、第32代ゴッデス・オブ・スターダム王座
  - パートナーは葉月（FWC）
- 第7代アーティスト・オブ・スターダム王座
  - パートナーは宝城カイリ&チェルシー
- GODDESSES OF STARDOM 優勝（2021年）
  - パートナーは葉月（FWC）

OZアカデミー
- 第40代OZアカデミー認定タッグ王座
  - パートナーは葉月（FWC）

プロレスリング・イラストレーテッド
- 2022年 PWI Women's 150 - 91位[15]
- 2022年 PWI Tag Team 100 - 5位

パートナーは葉月（FWC）
- 2023年 PWI Women's 250 - 233位[17]
- 2024年 PWI Women's 250 - 176位[18]